# Московская область (1917—1918)
Московская область — областное объединение Советов, существовавшее в РСФСР с декабря 1917 года по декабрь 1918 года. Центр — Москва.

## История
В состав Московской области вошли территории Московской, Владимирской, Воронежской, Калужской, Костромской, Курской, Нижегородской, Орловской, Рязанской, Смоленской (с весны 1918 года в Западной области), Тамбовской, Тверской, Тульской и Ярославской губерний.
1-й областной Съезд Советов, проходивший в Москве в декабре 1917 года, избрал руководящий орган — Облисполком. Деятельность представителей большевиков в советских органах Московской области проходила под руководством Московского областного бюро РСДРП(б) — РКП(б). На 4-м областном съезде Советов, который прошёл в марте 1918 года в Москве, был сформирован Московский областной СНК (МОСНК) в следующем составе:
- Председатель — М. Н. Покровский;
- Товарищи председателя (заместители) — А. А. Биценко, Г. Н. Максимов;
- Комиссар финансов — В. М. Смирнов;
- Комиссар труда — В. П. Ногин;
- Комиссар земледелия — В. Ф. Зитта;
- Комиссар просвещения — П. К. Штернберг;
- Комиссар продовольствия — А. И. Рыков;
- Комиссар народного хозяйства — А. Ломов (Г. И. Оппоков);
- Комиссар местного хозяйства — В. Е. Трутовский;
- Комиссар транспорта — Браун;
- Комиссар связи — В. Н. Яковлева;
- Комиссар контроля и учёта — Н. Я. Жилин;
- Комиссар призрения — С. Я. Будзыньский;
- Комиссар здравоохранения — Голубков;
- Комиссар иностранных дел — В. М. Фриче;
- Военный комиссар — Н. И. Муралов.

В составе МОСНК большинство были «левыми коммунистами», около 1/3 членов левыми эсерами. Создание МОСНК произошло после переезда Советского правительства в Москву, это привело к возникновению двух центров власти и параллелизму в работе. «Левые коммунисты» стремились проводить в МОСНК собственную политику, не согласовывая её с Совнаркомом РСФСР. В полном объёме развернуть работу МОСНК не удалось, так как ряд комиссариатов фактически не был создан. Печатным органом областного СНК была газета «Известия Советов рабочих, солдатских и крестьянских депутатов города Москвы и Московской области».
В апреле 1918 года СНК РСФСР рассмотрел вопрос о взаимоотношениях СНК и МОСНК, была создана согласительная комиссия для разбора конфликтов между ними, в эту комиссию вошли В. И. Ленин, Я. М. Свердлов, М. Я. Лацис, А. Д. Цюрупа и представители МОСНК. В результате работы комиссии было принято решение об упразднении МОСНК, и в июне 1918 года он был ликвидирован. Часть членов МОСНК была переведена в центральные комиссариаты РСФСР. Московская область окончательно перестала существовать в декабре 1918 года.